# Sawai Man Singh II
Sawai Man Singh II, nacido Mor Mukut Singh (Isarda, India, 21 de agosto de 1911 - Cirencester, Reino Unido, 24 de junio de 1970) fue maharajá de Jaipur desde 1922 hasta 1970. Pertenecía a la casa real de Kachwaha del clan de los Rajput. Gobernó Jaipur desde 1922 hasta 1949, año en que el gobierno de los principados fue asumido por la unión india. A partir de este momento, ocupó el cargo de Rajpramukh de Rajastán hasta 1956. Posteriormente fue embajador de la India en España. Fue un notable deportista y célebre jugador de polo.

## Biografía

### Primeros años
Sawai Man Singh II (también conocido en Jaipur como "SMS") nació Mukut Mor Singh. Era el segundo hijo de Thakur Singh de Sawai Isarda y de su esposa Sugan Kunwar. Su padre era un noble perteneciente a la casa real de Kachwaha, del clan de los Rajput. Su familia estaba relacionada con la Casa de Jaipur. Fue adoptado y elegido heredero por el entonces maharajá de Jaipur, Madho Sawai Singh II, y recibió el nombre de Man Singh. Subió al trono cuando tenía 11 años.

### Maharaja de Jaipur
Fue proclamado maharajá de Jaipur en 1922. Man Singh emprendió un ambicioso programa de modernización, dotando al principado de infraestructuras y fundando numerosas instituciones públicas, que más tarde darían lugar a la selección de Jaipur como capital de Rajastán.  Man Singh también impulsó el incipiente sector turístico y convirtió el palacio de Rambagh, la residencia privada de la familia real, en un hotel de lujo. Bajo su reinado se aprobaron por primera vez diversas leyes de reforma agraria. Abanadonó el poder tras la pérdida de las prerrogativas principescas, llevadas a cabo por el Partido del Congreso.
Contrajo matrimonio en tres ocasiones. Sus dos primeros matrimonios tuvieron carácter político. Su primera esposa fue Marudhar Kanwar, hermana de Sumer Singh, el maharajá de Jodhpur. Su segunda esposa fue Kishore Kanwar, sobrina de la anterior. No obstante, su relación más famosa e importante, fue la  que inició con la princesa de legendaria belleza, Gayatri Devi de Cooch Behar, con quien contrajo matrimonio posteriormente y con quien compartió su vida a la manera occidental. Tuvo cuatro hijos y una hija. Su heredero, Bhawani Singh, es hijo de su primera esposa. Con Gayatri Devi tuvo a su hijo menor, el príncipe Jagat Singh, futuro Raja de Isarda.
En 1965, el Gobierno indio le nombró embajador en España, por lo que trasladó su residencia a Madrid. Sus importantes contactos en Europa, garantizaron la modernización tecnológica militar y armamentística del ejército de la India.  
Sawai Man SIngh fue, sobre todo, un entusiasta jugador de polo. Ganó entre otros trofeos, la Copa del Mundo en 1933.

### Fallecimiento
En 1970, Man Singh sufrió un accidente mientras juega al polo en Cirencester, Inglaterra. Falleció horas después. Le sobrevivieron su tercera esposa, la maharaní Gayatri Devi y cuatro de sus hijos. Le sucedió en el trono de Jaipur su hijo mayor, Bhawani Singh. En 1971, Indira Gandhi suprimió los privilegios y prerrogativas que conservaban los príncipes, por su apoyo al partido independiente Swatantra, en el que militaba la maharaní Gayatri Devi.  
En 2005 fue inaugurada, en una importante ceremonia, una estatua en su memoria.

## Títulos
Desde su nacimiento hasta su muerte: 
- Mor Mukut Singh de Isarda
- Su Alteza Real el Yuvaraja de Jaipur
- Su Alteza Real el Maharajá de Jaipur, Maharaja Sawai Man Singh de Jaipur II  Lt. General
- Su Alteza el Rajpramukh de Rajastán.

## Distinciones
- Caballero gran comendador de la Orden de la Estrella de la India
- Caballero gran comendador de la Orden del Imperio de la India